# カンパニー・オブ・ヒーローズ
カンパニー・オブ・ヒーローズ(Company of Heroes)は、Relic Entertainmentによって開発されたリアルタイムストラテジー。日本語版はズーから2006年12月22日に発売。
スタンドアローンの拡張版、Company of Heroes: Opposing Fronts(CoH:OF)は英語版では2007年9月24日、日本語版はズーから2007年11月22日に発売。2つめの拡張パックであるCompany of Heroes：Tales of Valor(CoH:ToV)は日本語版はズーから2009年04月24日に発売された。

## 概要
第二次世界大戦のヨーロッパ戦線を舞台にした連合国軍と枢軸国軍の戦いが描かれる。プレイヤーはユニットを指揮して、戦闘、兵站、軍事拠点や資源の確保などをこなしつつ、最終的な勝利を目指す。
CoHではアメリカ軍とドイツ国防軍が選択可能で、キャンペーンモードでは米軍視点の「ノルマンディー上陸作戦」をプレイすることになる。
CoH:OFでは、イギリス軍とドイツ軍パンツァーエリートが選択可能で、英軍視点の「カーンの解放」とドイツ軍パンツァーエリート視点の「マーケットガーデン作戦」の2つのキャンペーンが用意されている。
CoH:ToVでは、「ティーガーエース」「ラフィエール侵入路」「ファレーズ孤立地帯」のシナリオがプレイできる。
また、いずれかの軍を選択しCPUと対戦するスカーミッシュ（小戦闘）、インターネットを介して2人から8人までと対戦できるマルチプレイモードが収録されている。

## サーバーの閉鎖と Steam への移行
発売を担当していたTHQの倒産により、Relic社は海外SEGAの傘下に入った。これにより、開発並びに起動時にディスク認証を経ずに遊べるなどのオンラインサービスを提供してきたRelic社の Relicオンラインサービスも終了した。その代替措置として、Steamへの移行が行われた。手持ちのリテール製品のプロダクトキーをSteamで登録することで、「Company of Heroes」に加えて、「Company of Heroes(New Steam Version)」も製品が登録され、引き続きCD認証なしで遊ぶことができるようになった。

## 登場ユニット
| 米軍(USA)                | ドイツ国防軍(Wehrmacht) |
| ------------------------ | ----------------------- |
| 工兵                     | 戦闘工兵                |
| ライフル銃兵             | 国民擲弾兵              |
| 重機関銃班               | 擲弾兵                  |
| 狙撃兵                   | 狙撃兵                  |
| 迫撃砲班                 | MG42重機関銃班          |
| 空挺歩兵                 | 迫撃砲班                |
| レンジャー               | 将校                    |
| ジープ                   | 騎士十字章佩用者        |
| M3ハーフトラック         | 突撃兵                  |
| M8装甲車                 | オートバイ              |
| M1 57mm対戦車砲          | Sdkfz251ハーフトラック  |
| M10駆逐戦車              | Pak38 50mm対戦車砲      |
| M4シャーマン             | ネーベルヴェルファー    |
| M4クロコダイルシャーマン | Sdkfz234装甲車"プーマ"  |
| M4シャーマンカリオペ     | IV号突撃砲              |
| M26パーシング            | 42式突撃榴弾砲          |
| M2 105mm榴弾砲           | オストヴィント対空戦車  |
|                          | IV号戦車                |
|                          | パンター                |
|                          | ティーガー              |
|                          | ケーニヒスティーガー    |
|                          | 88mm対空砲              |
|                          | ゴリアテ                |

| 英軍(2nd British Army)     | ドイツ軍パンツァーエリート(Panzer Elite) |
| -------------------------- | ---------------------------------------- |
| 英国歩兵部隊               | 装甲擲弾兵                               |
| 中尉                       | 降下猟兵                                 |
| 特務工兵                   | ドイツ空軍地上歩兵                       |
| 大尉                       | ケッテンクラート                         |
| コマンド                   | 偵察車                                   |
| ブレンキャリア             | 弾薬輸送ハーフトラック                   |
| スチュアート軽戦車         | ヴァンパイアハーフトラック               |
| クロムウェル巡航戦車       | 兵員輸送ハーフトラック                   |
| クロムウェル指揮用巡航戦車 | 迫撃砲ハーフトラック                     |
| シャーマンファイアフライ   | 装甲車                                   |
| テトラーク軽戦車           | マルダーIII対戦車自走砲                  |
| チャーチル戦車             | 対戦車砲ハーフトラック                   |
| チャーチル工兵戦車         | ベルゲティーガー回収戦車                 |
| チャーチルクロコダイル     | IV号歩兵支援戦車                         |
| プリースト自走榴弾砲       | ヴィルベルヴィント対空戦車               |
| ボフォース40mm機関砲       | フンメル自走榴弾砲                       |
| 17ポンド対戦車砲           | ヘッツァー駆逐戦車                       |
| 25ポンド榴弾砲             | ヤークトパンター                         |
| ヴィッカース機関銃陣地     | パンター                                 |
| 3インチ迫撃砲陣地          | 88mm対空砲                               |
| たこつぼ壕                 | 20mm四連装対空砲                         |

### 共通防御施設
前線監視所 - 鉄条網 - 砂嚢 - 対戦車障害物 - 地雷 -

### 米軍
防御施設
野戦病院 - 機関銃陣地
基地施設
兵舎 - 兵器支援センター - モータープール - 戦車基地 - 補給場 - 救護所

### 英軍
防御施設
負傷治療所 - 機関銃陣地 - 迫撃砲陣地
基地施設
司令部トラック - 戦場支援トラック - 機甲トラック

### ドイツ国防軍
防御施設
バンカー(機関銃銃座・負傷者収容所・修理場のいずれかにアップグレード可能)　
基地施設
第三帝国司令部 - ドイツ軍兵舎 - ドイツ軍造兵廠 - ドイツ軍装甲司令部 - 戦力研究センター

### パンツァーエリート
防御施設
前線基地　
基地施設 - Roadblocks - Teller mine
ドイツ軍指揮中隊 - 戦闘団中隊 - 戦車猟兵コマンド - 戦車支援コマンド

## 選択可能ドクトリン
4つの陣営の中から1つを選択してゲームを開始した後、各陣営につき3つのドクトリンの中から1つを選択できる。
一度選択したら、そのゲーム中は変更できない。どれも有用でそれぞれに特徴があり、ドクトリンの活用による戦局のコントロールが重要となる。

### アメリカ軍

#### 歩兵中隊
歩兵の生産速度が高まり、ライフル銃兵が砂嚢や地雷などを構築できるようになる。
マップ外から砲撃支援を受けられる。
固有ユニット：レンジャー、105mm榴弾砲

#### 空挺中隊
P47 サンダーボルトからの機銃掃射や爆撃などの航空支援を受けることができる。
航空機から軍事物資の補給を受けられる。
固有ユニット：空挺歩兵

#### 装甲中隊
車両の生産速度が高まり、車両でセクターを確保できるようになる。
車両の自己修復や、破壊された車両の即時復活ができるようになる。
固有ユニット：M4シャーマンカリオペ、M26パーシング

### イギリス軍

#### 王立砲兵部隊
砲撃ユニットの射程が伸び、カウンター砲撃やセクター監視砲撃ができるようになる。
固有ユニット：M7プリースト自走砲

#### 王立特殊部隊
敵の研究や生産物を解読でき、視界外の敵ユニットが見えるようになる。
グライダーを降下させることにより部隊を追加投入できる。
固有ユニット：コマンド、テトラーク軽戦車

#### 王立戦闘工兵隊
砲台と陣地の防御力がアップする。
戦車をハルダウン状態にできる。
固有ユニット：チャーチル歩兵戦車、チャーチルAVRE、チャーチル・クロコダイル

### ドイツ国防軍

#### 防衛ドクトリン
掩蔽壕の体力が上昇し、周辺で歩兵の補充ができるようになる。
2種類の砲撃が使用できる。
固有ユニット：88mm対空砲

#### 電撃戦ドクトリン
戦車の投入や、電撃戦アビリティを使用できる。
固有ユニット：突撃兵、StuH42突撃榴弾砲、ティーガー

#### 恐怖ドクトリン
政治宣伝により敵兵を撤退させたり、自軍を強化できる。
固有ユニット：ケーニヒスティーガー

### パンツァーエリート

#### 焦土作戦
ケッテンクラートと装甲擲弾兵がブービートラップを仕掛けられるようになる。
戦略ポイントの破壊活動が行える。
固有ユニット：フンメル自走砲

#### ドイツ空軍
ヘンシェル Hs-129による支援を受けられる。
対人地雷を空中から散布できるようになる。
固有ユニット：降下猟兵、ヴィルベルヴィント対空戦車、：88mm対空砲

#### タンクハンター
対戦車地雷やパンツァーシュレックを二本装備できるようになるなど、対戦車戦闘に特化する。
固有ユニット：ヘッツァー駆逐戦車、ヤークトパンター